# Fenestron

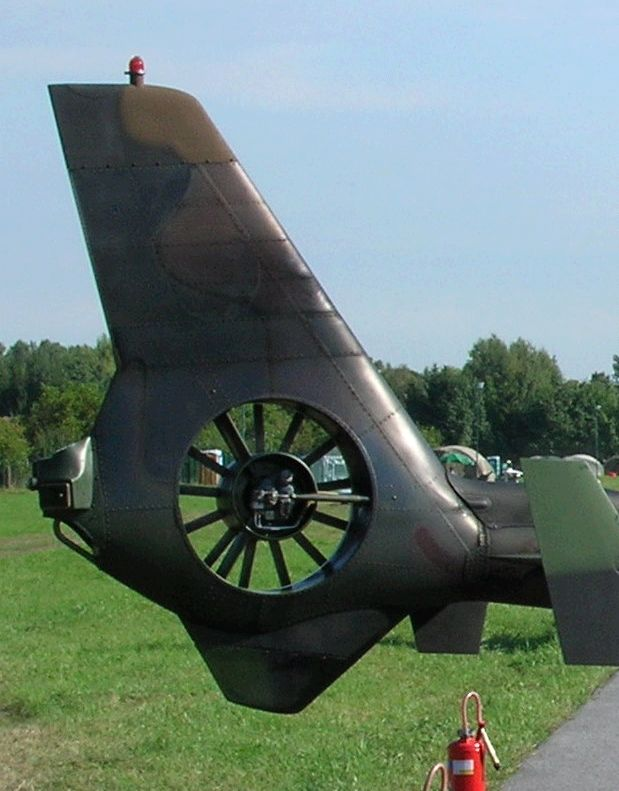
Detall del Fenestron d'un Aérospatiale Gazelle.

Un fenestron (de la paraula occitana  fenestron, "finestra petita") és un rotor de cua encapsulat. El sistema està totalment integrat en el xassís de la cua i, com en un rotor de cua convencional, s'encarrega de contrarestar la força lateral ocasionada pel gir de les aspes del rotor principal. Aquest sistema va ser concebut per Sud Aviation durant la dècada del 1960. Sud Aviation es va convertir en part de Aerospatiale, la qual es va fusionar amb Daimler-Benz Aerospace AG per formar Eurocopter el 1992. Eurocopter forma part d'EADS.
Mentre que els rotors tradicionals tenen dues o quatre pales, els fenestron en tenen entre 8 i 18. Aquestes pales poden estar separades amb diferents angles de manera que distribueixen el so en diferents freqüències fent que l'aparell sigui més silenciós. L'encapsulament permet una major velocitat de rotació que en els rotors convencions, permetent així unes pales més petites. El terme fenestron és una marca registrada per Eurocopter.
El primer rotor Fenestron va ser provat a finals de la dècada dels seixanta en el segon model experimental SA 340, i en l'última versió de l'Aérospatiale Gazelle. A més d'Eurocopter i els seus predecessors, l'helicòpter nord-americà Boeing-Sikorsky RAH-66 Comanche havia de fer-lo servir, tot i que el projecte es va cancel·lar el 2004.

## Avantatges

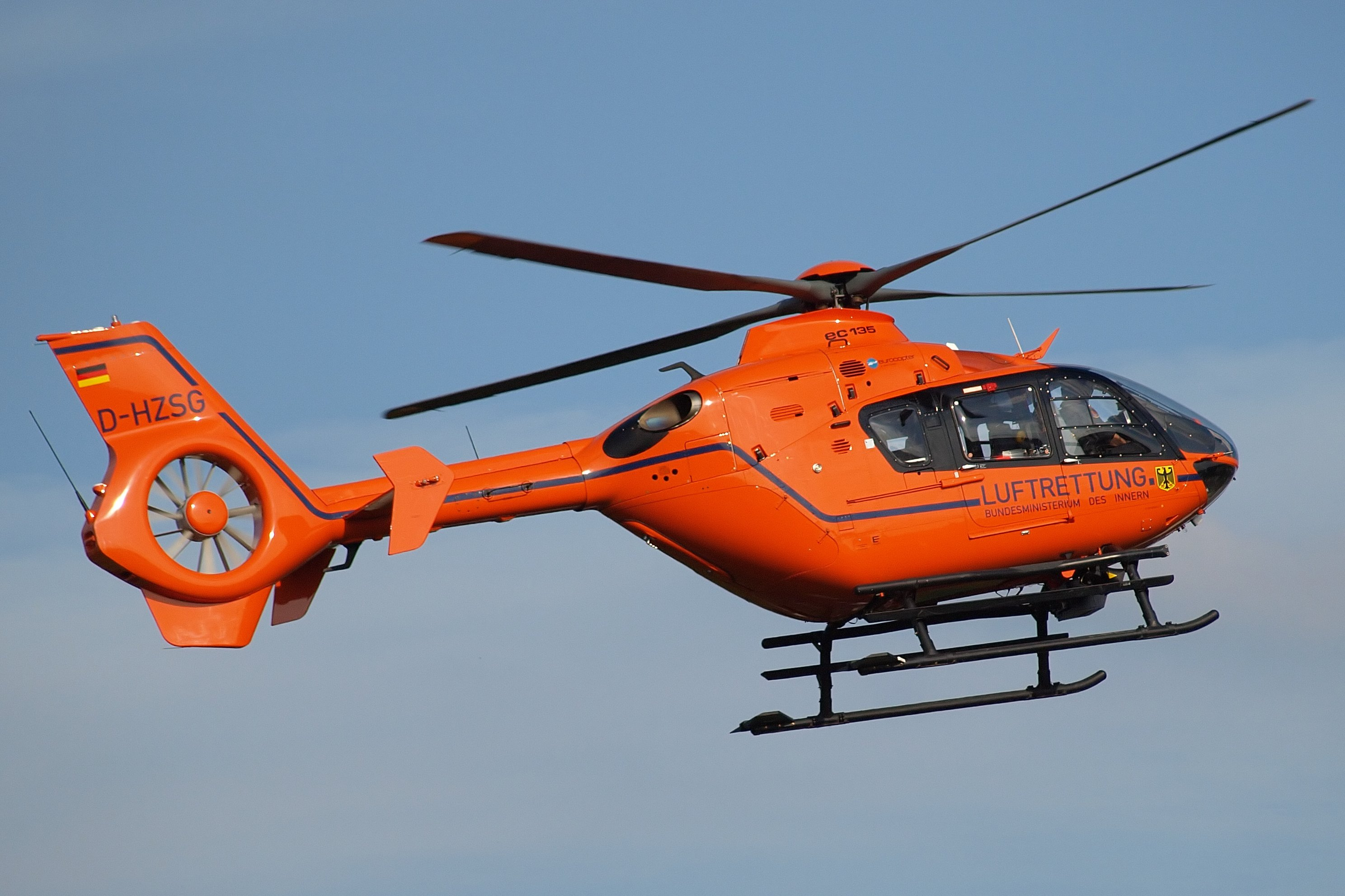
Eurocopter EC-135 del servei d'emergències alemany.

- Augmenta la seguretat dels tècnics de terra. La menor mida de les pales permet que se situïn a una altura major, dificultant el contacte amb persones o objectes, i l'encapsulament afegeix una protecció perifèrica.
- És menys susceptible als danys per objecte extern (Linkat - Foreign object damage). L'altura més gran i l'encapsulament fa que sigui més difícil la succió d'un objecte a terra (petites roques, etc.).
- Gran reducció del soroll. L'encapsulament i el nombre de pales més gran, així com la seva distribució porten a una reducció acústica.[2]

## Desavantatges
- Un major pes a la cua.
- Cal més potència de motor per a un fenestron que per a un rotor tradicional o un sistema NOTAR.
- Major cost de construcció.